# Renault Estafette
Der Renault Estafette war ein in Frankreich sehr verbreiteter Kleintransporter von Renault. Bei der französischen Polizei fand die Estafette als Mannschaftswagen große Verbreitung. Er wurde von Frühjahr 1959 bis Ende 1980 in drei Generationen mit insgesamt 530.000 Exemplaren gebaut.
In Kanada wie auch in den Vereinigten Staaten wurde das Modell als Personentransporter unter der Bezeichnung Renault Hi-Boy sowie als Kastenwagen unter der Bezeichnung Renault Petit-Panel vermarktet. Die Einheiten für den mexikanischen Markt wurden vom mexikanischen Unternehmen Diesel Nacional SA (DINA) hergestellt. Die Einheiten für die afrikanischen Märkte wurden von 1965 bis 1969 bei der algerischen CARAL endmontiert.
Die Nachfolge traten ab Sommer 1980 sowohl der Renault Trafic als auch der Renault Master an.

## Modelle

### R 2130/31
Die erste Generation des Renault Estafette wurde vom Mai 1959 bis zum Mai 1962 gebaut und trug die Werksbezeichnung R 2130/31. Der Kleintransporter besaß einen Motor mit einem Hubraum von 845 cm³, der 32 PS leistete und aus dem Personenwagen Renault Dauphine stammte. Das Fahrzeug konnte eine Nutzlast von 600 kg befördern und wurde während seines Produktionszeitraums in einer Stückzahl von 58.201 Exemplaren gefertigt.

### R 2132/33/34/35

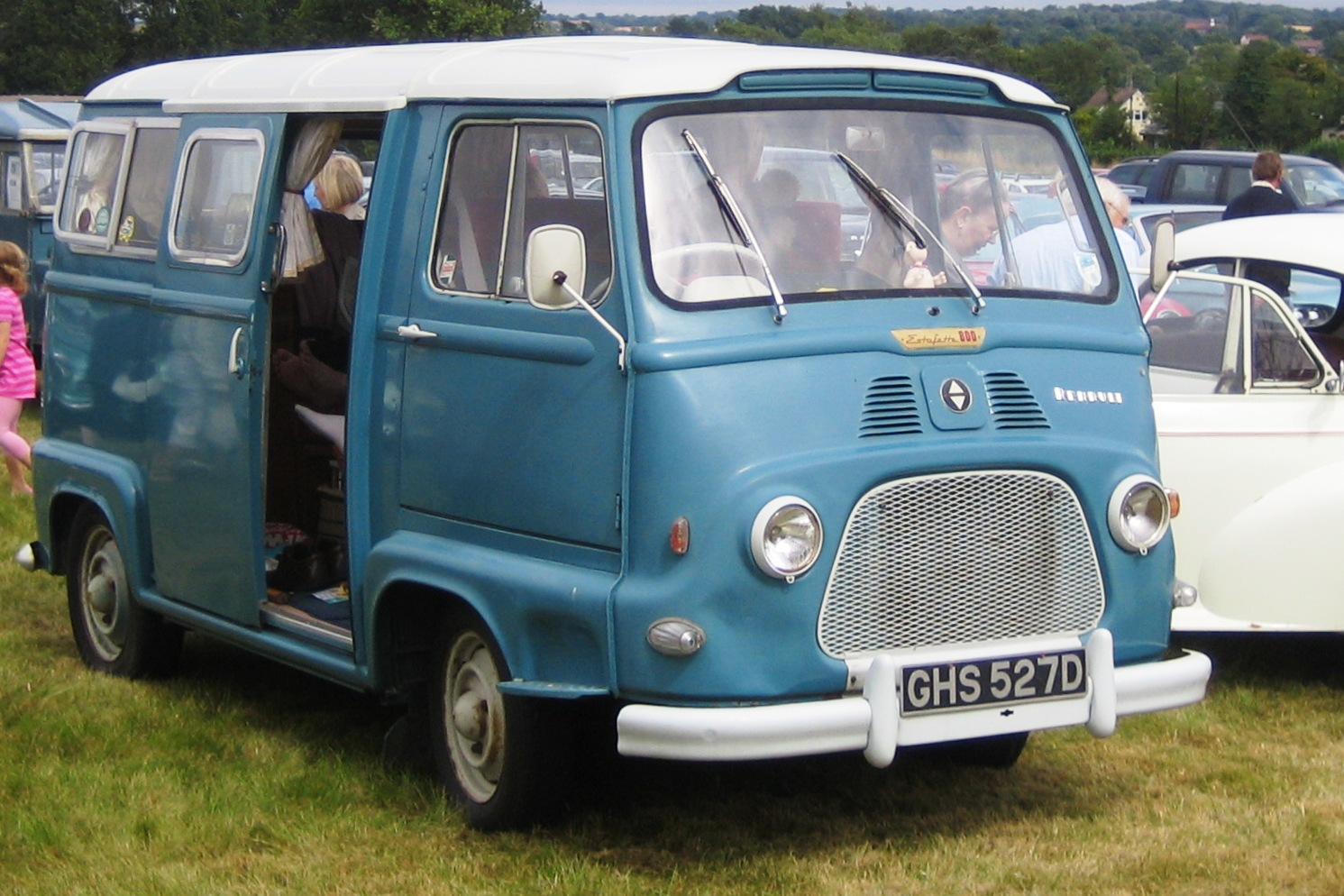
Renault Estafette (1966)

Die zweite Generation des Renault Estafette erschien im Januar 1962. Die Fahrzeuge besaßen neue Motoren mit einem Hubraum von 1108 cm³ und 45 PS, die vom Renault 8 übernommen wurden. Dadurch konnte die maximale Nutzlast um 200 kg auf 800 kg gesteigert werden. Der in verschiedenen Ausführungen erhältliche Estafette der zweiten Generation wurde bis zum November 1968 produziert. Vom Modell mit der Werksnummer R 2132 wurden insgesamt 121.981 Exemplare hergestellt, vom R 2134 liefen 19587 Einheiten vom Band.

### R 2136/37

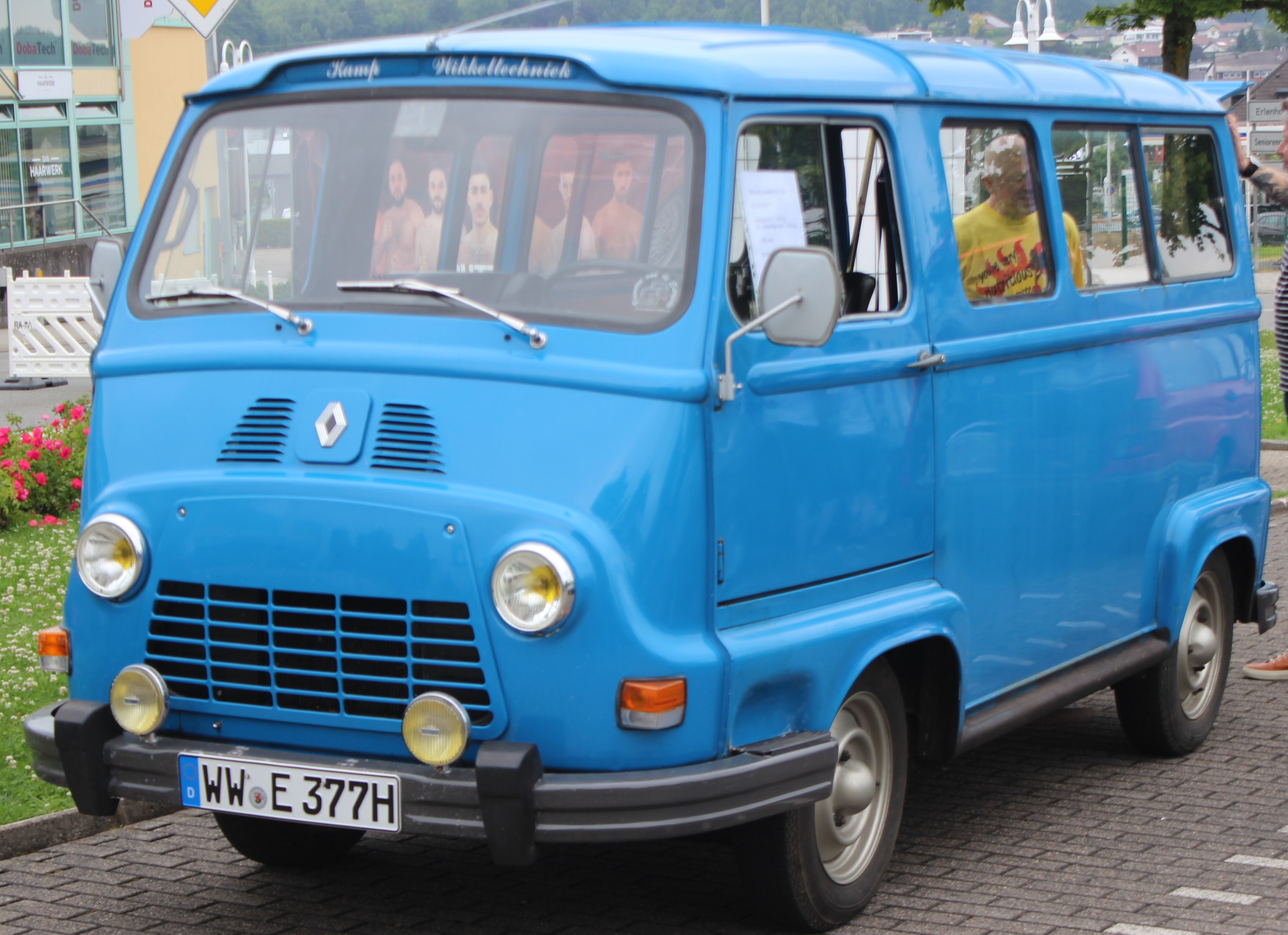
Renault Estafette R2136, EZ 03/77

In der dritten Generation wurde der Renault Estafette weiter verbessert. Die Motoren erfuhren eine erneute Leistungssteigerung und kamen jetzt vom Renault 12. So erweiterte Renault den Hubraum der Motoren auf 1289 cm³. Der Estafette der dritten Generation war in zwei verschiedenen Versionen lieferbar: Als R 2136 mit einer Nutzlast von 800 kg und als R 2137 mit einer nochmals erhöhten Nutzlast von 1000 kg. Im Produktionszeitraum von April 1968 bis zum Juni 1980 wurden vom R 2136 193.237 Einheiten gefertigt. Vom stärkeren Modell R 2137 verließen 140.202 Exemplare das Band.

#### Dacia D6

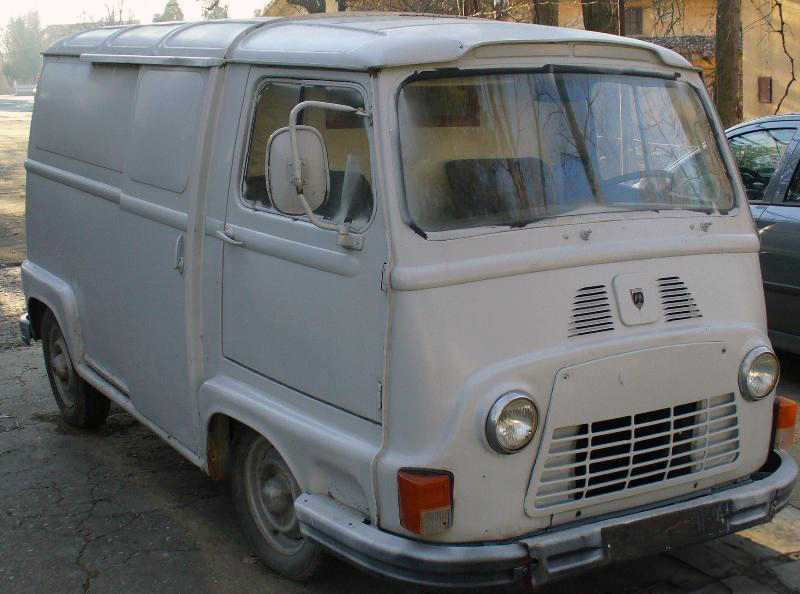
Dacia D6 (1975–1978)

Dacia baute den Estafette R 2136/37 ab 1975 in Lizenz im Dacia-Werk in Mioveni unter dem Namen Dacia D6. Dies war das erste Nutzfahrzeug, das Dacia bis zu dem Zeitpunkt produzierte. Bei Produktionsende 1978 waren 842 Exemplare produziert worden.

#### Prototyp R 4134
Im November 1968 stellte Renault einen Prototyp her, der mit verschiedenen Dieselmotoren erprobt wurde. Das Projekt wurde schließlich abgebrochen und der Prototyp verschrottet.

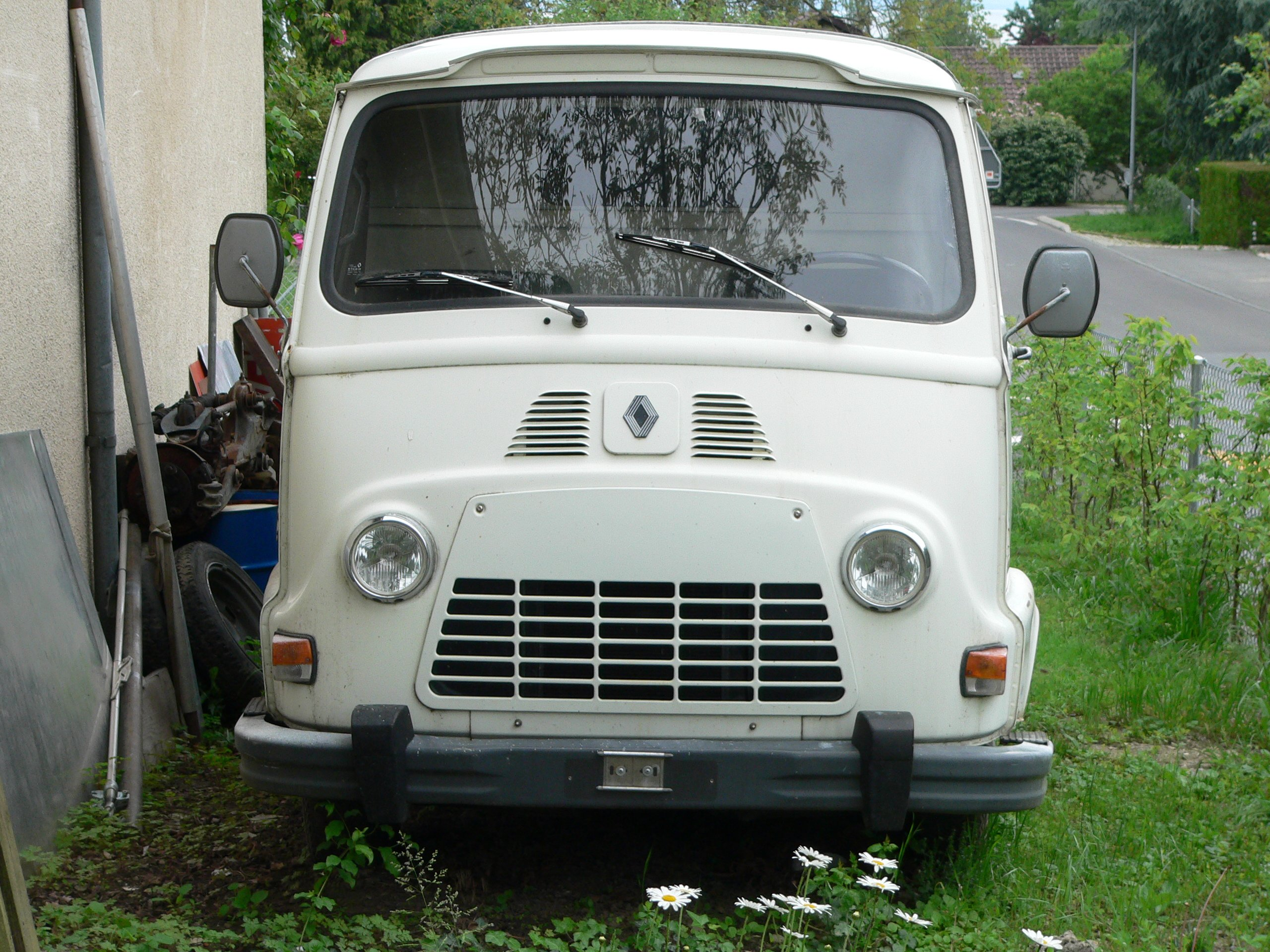
Frontansicht
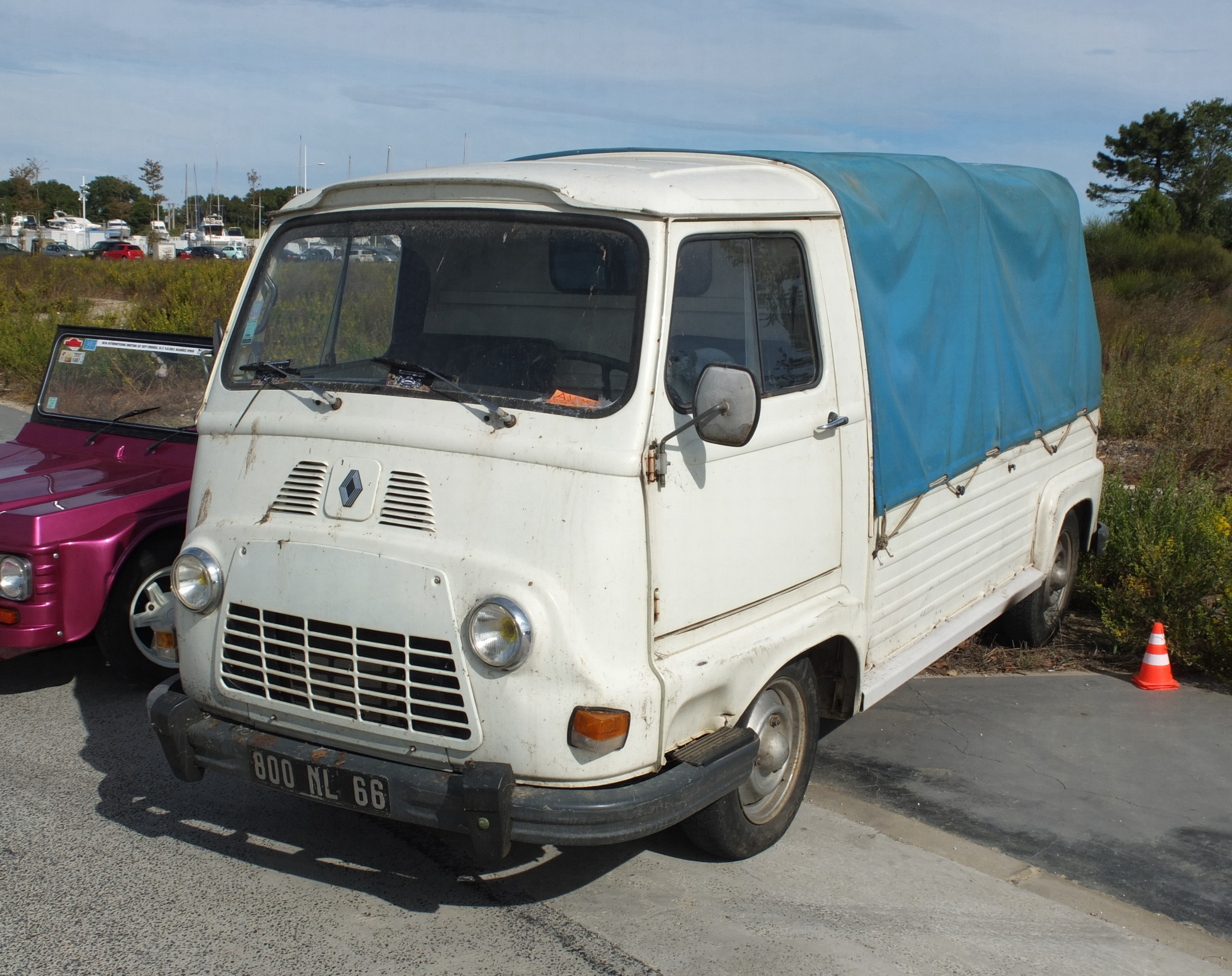
Pick-up Version
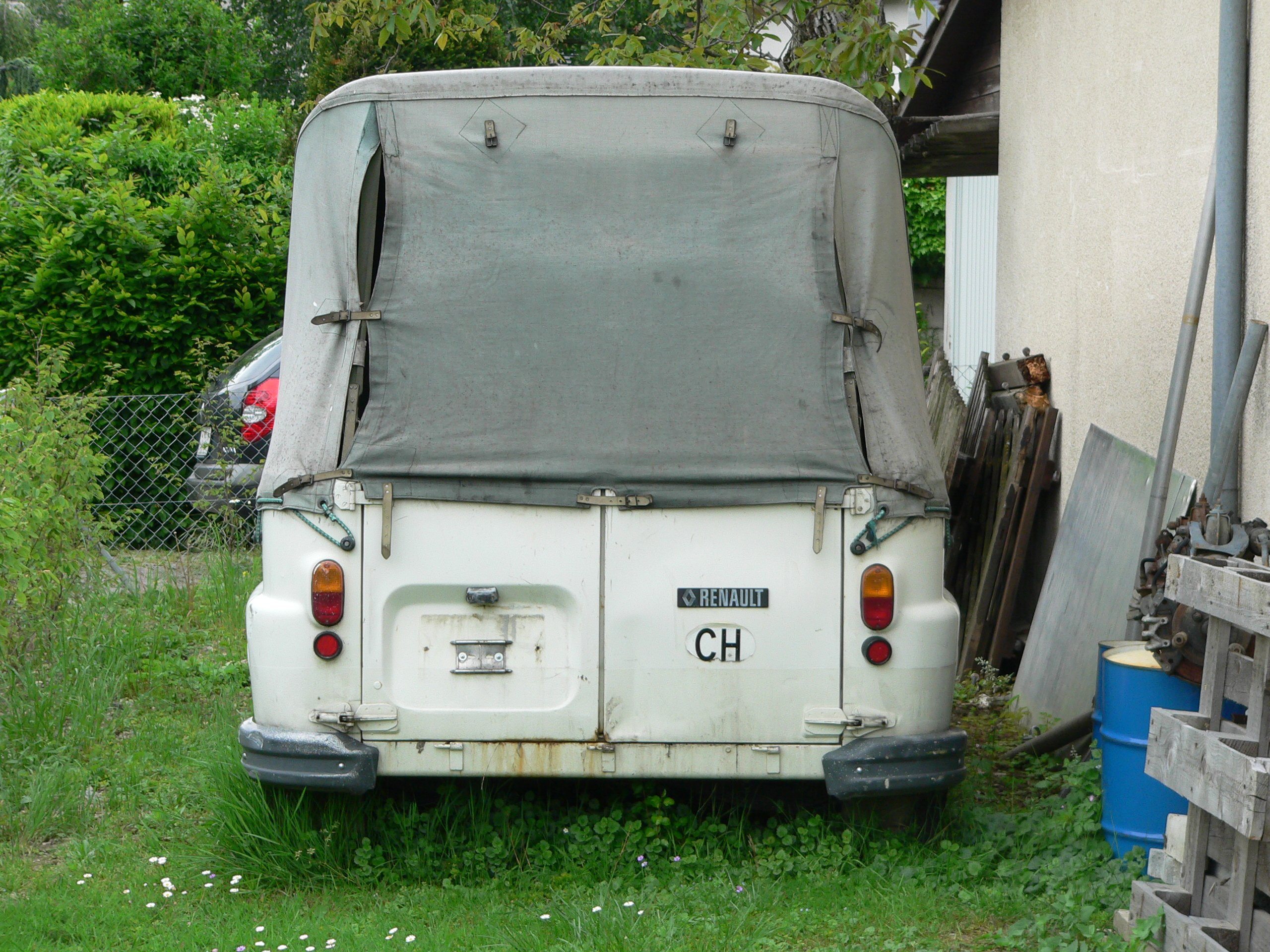
Heckansicht
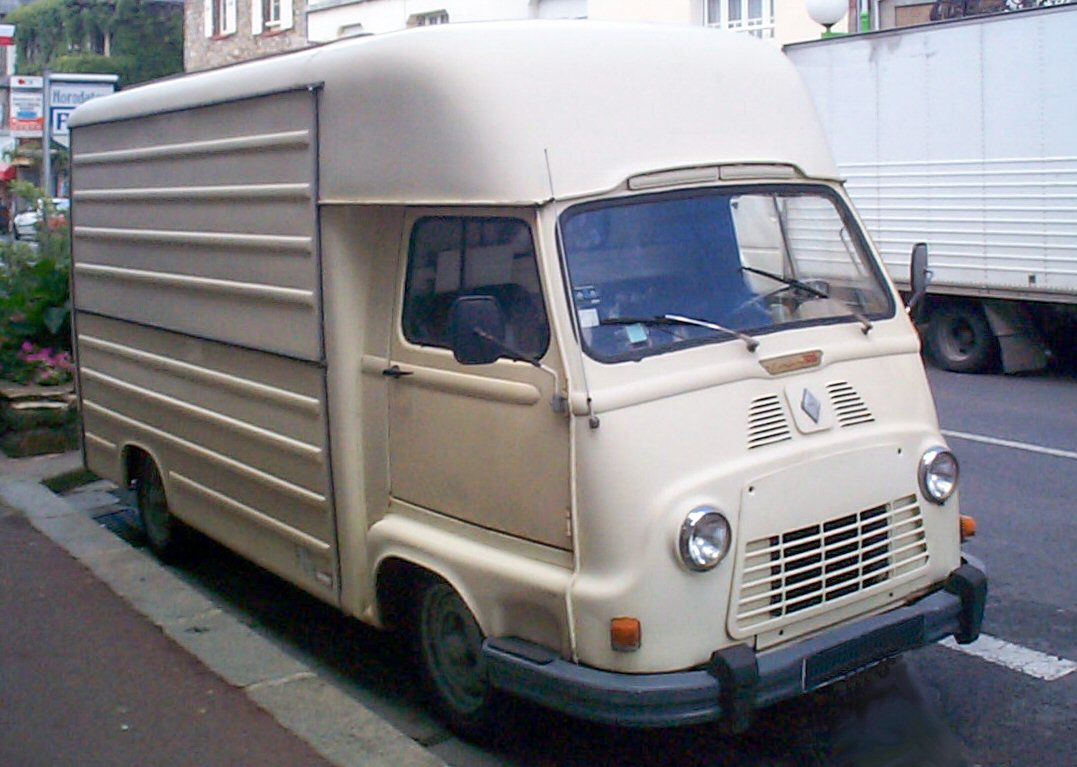
Estafette mit Kastenaufsatz
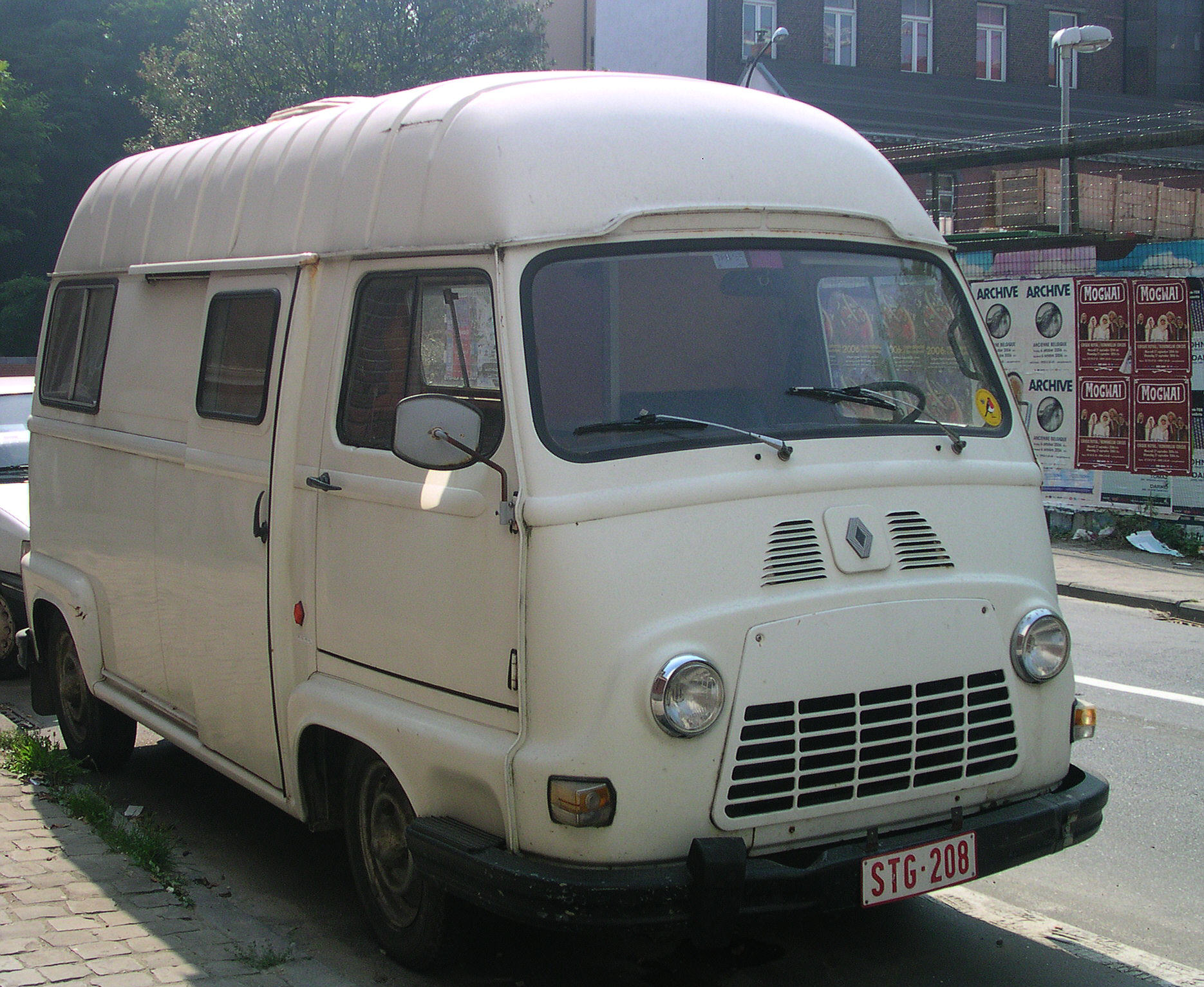
Estafette als Transporter